# Micratemnus pusillus
Espèce
Synonymes
- Chelifer pusillus Ellingsen, 1906

Micratemnus pusillus est une espèce de pseudoscorpions de la famille des Atemnidae.

## Distribution
Cette espèce se rencontre à Sao Tomé-et-Principe et au Ghana.

## Description
L'holotype mesure 2,7 mm.

## Publication originale
- Ellingsen, 1906 : Report on the pseudoscorpions of the Guinea Coast (Africa) collected by Leonardo Fea. Annali del Museo Civico di Storia Naturale di Genova, sér. 3, vol. 2, p. 243-265 (texte intégral).